# General Dynamics F-111C
General Dynamics F-111C Aardvark/Pig (рус. Трубкозуб/свинья) — версия американского тактического бомбардировщика дальнего радиуса действия F-111 специально для Королевских ВВС Австралии для замены самолётов English Electric Canberra. Находились в строю с 1973 по 3 декабря 2010. Базировались на авиабазе RAAF Amberley. После списания F-111C в ВВС их заменили американскими истребителями-бомбардировщиками Boeing F/A-18F Super Hornet.
До недавнего времени RAAF являлись единственными операторами General Dynamics F-111 в мире.

## Галерея

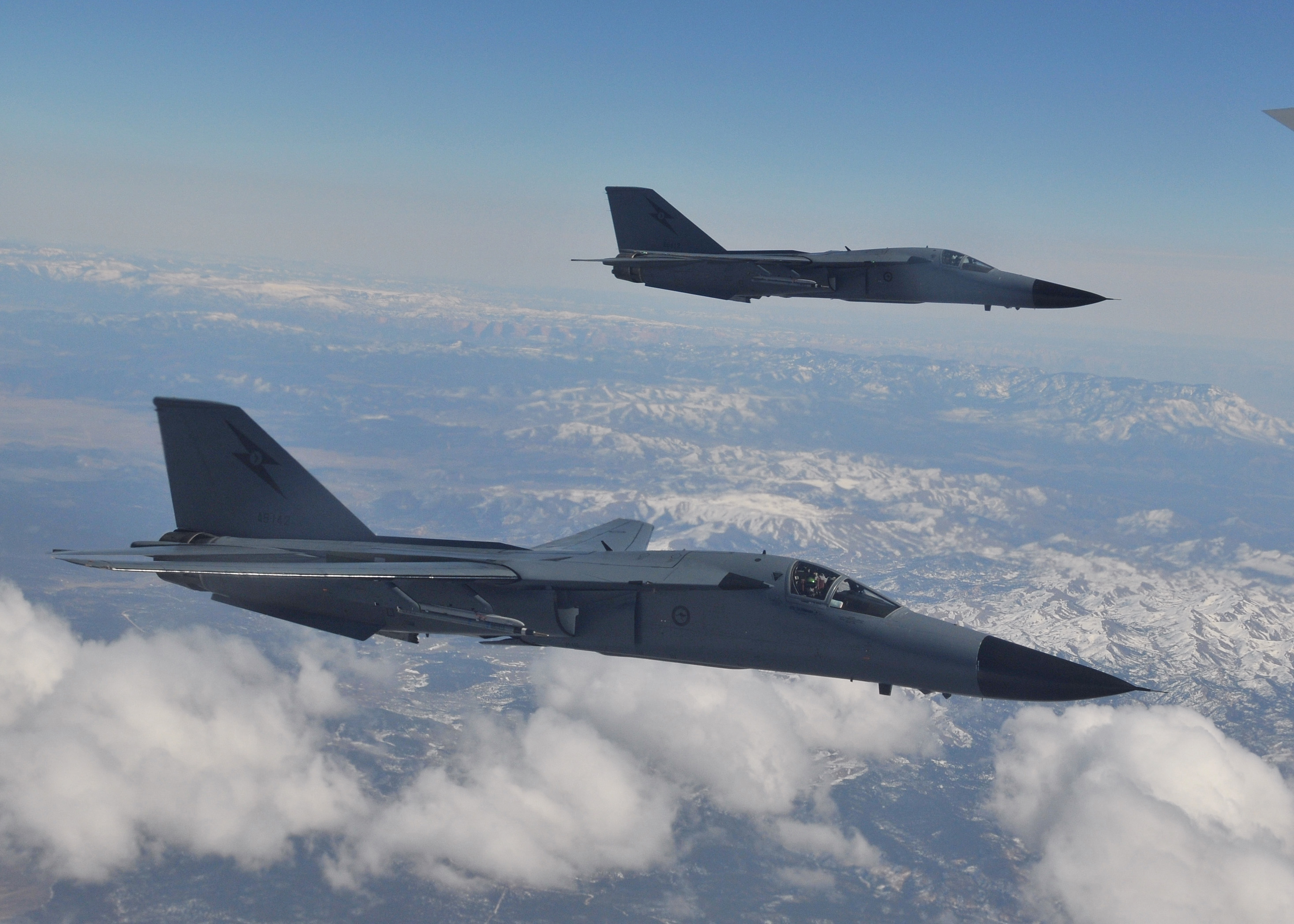
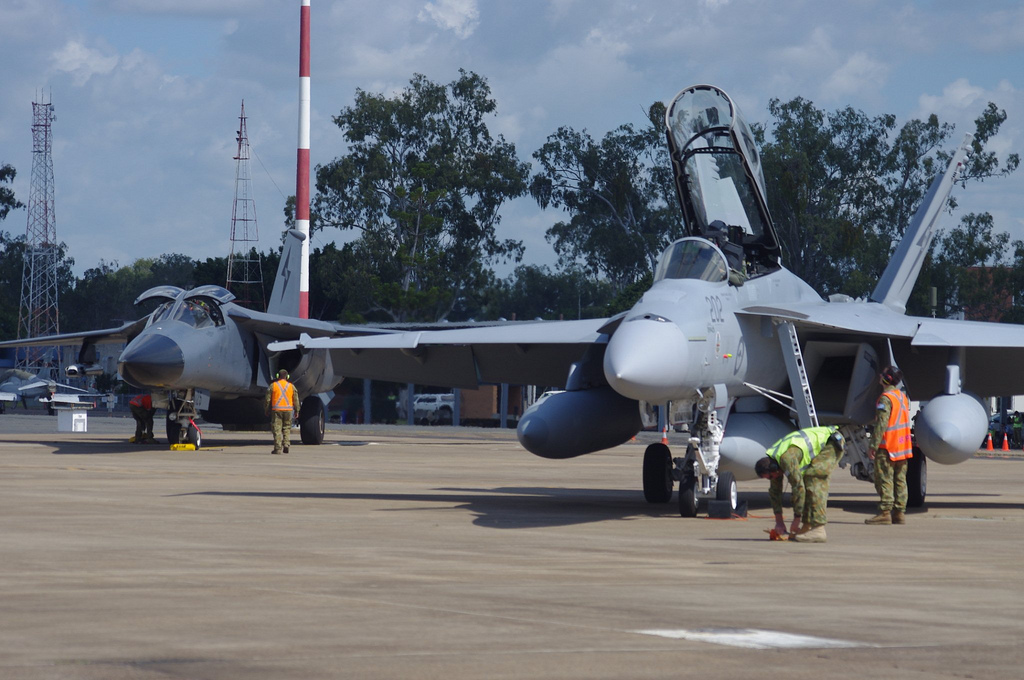
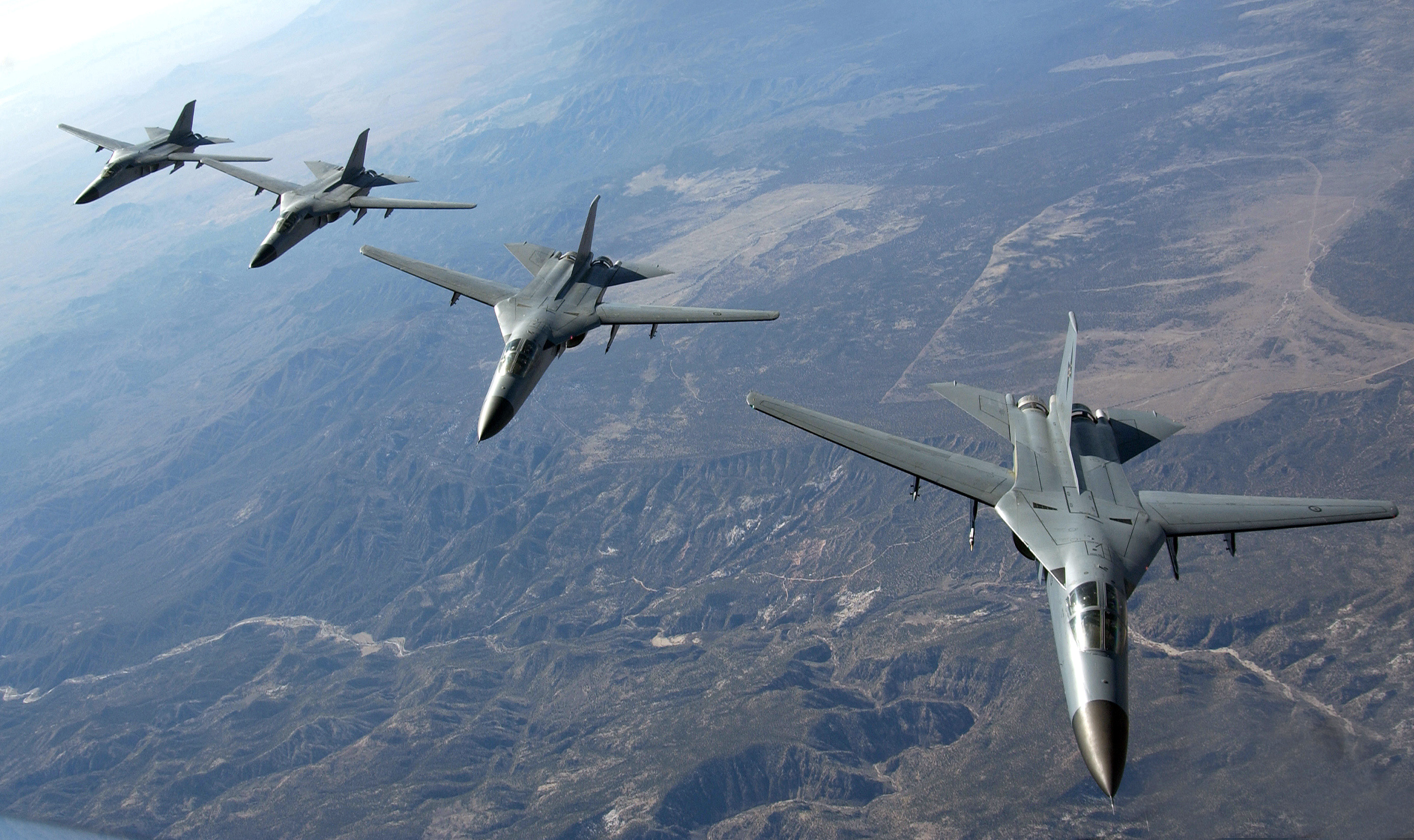
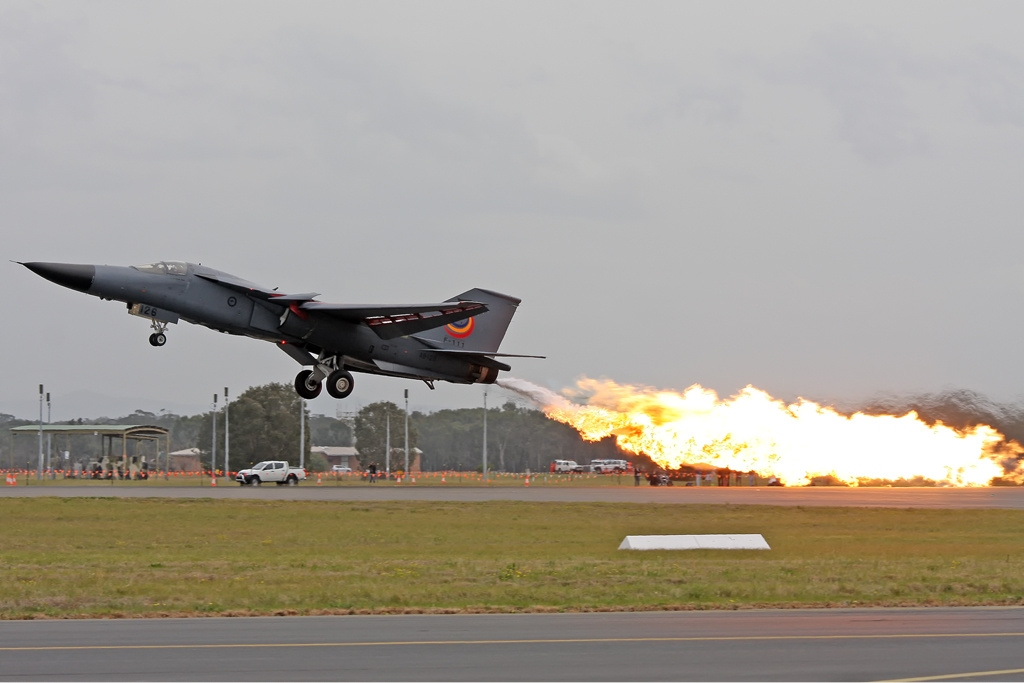
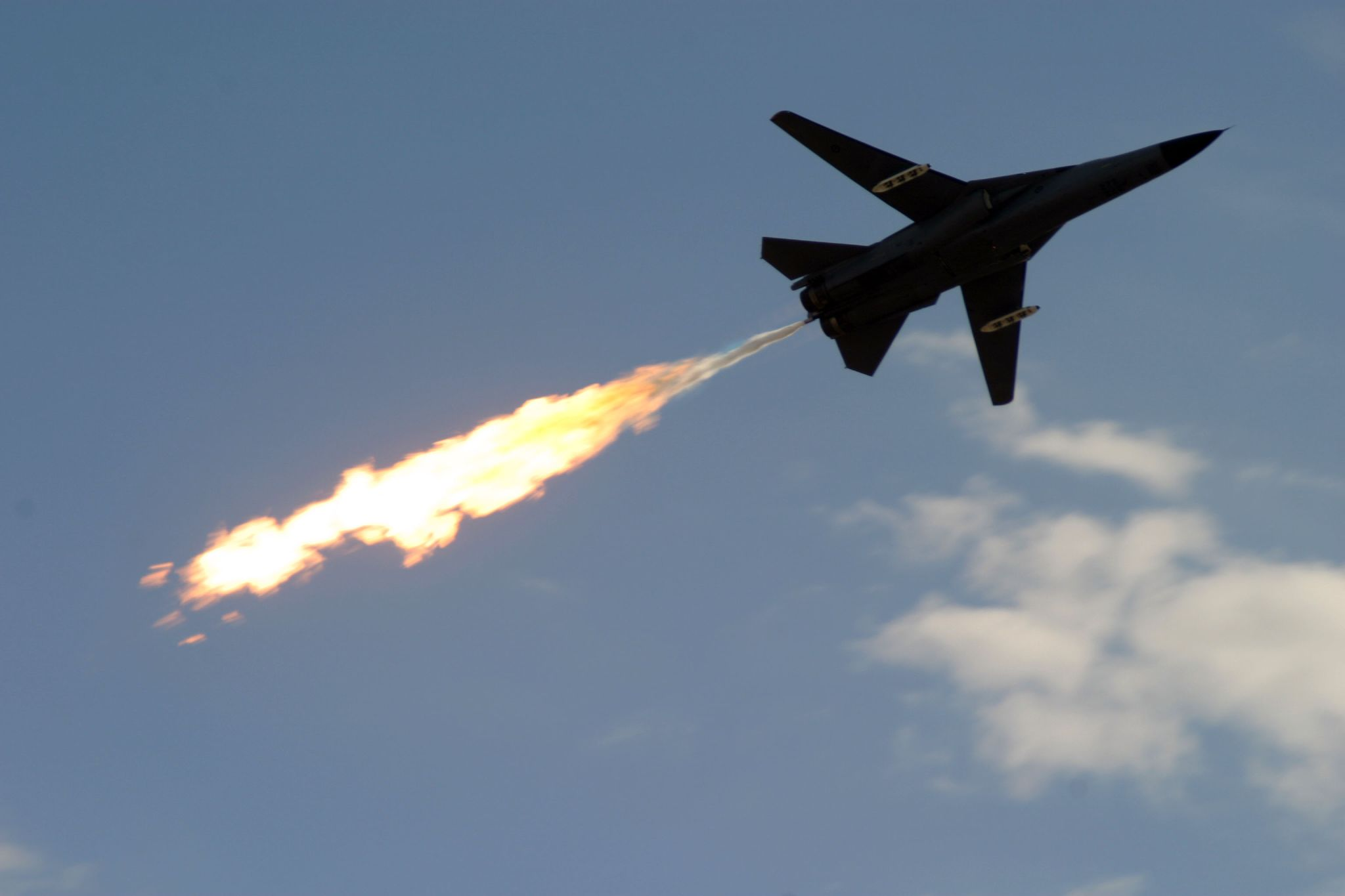
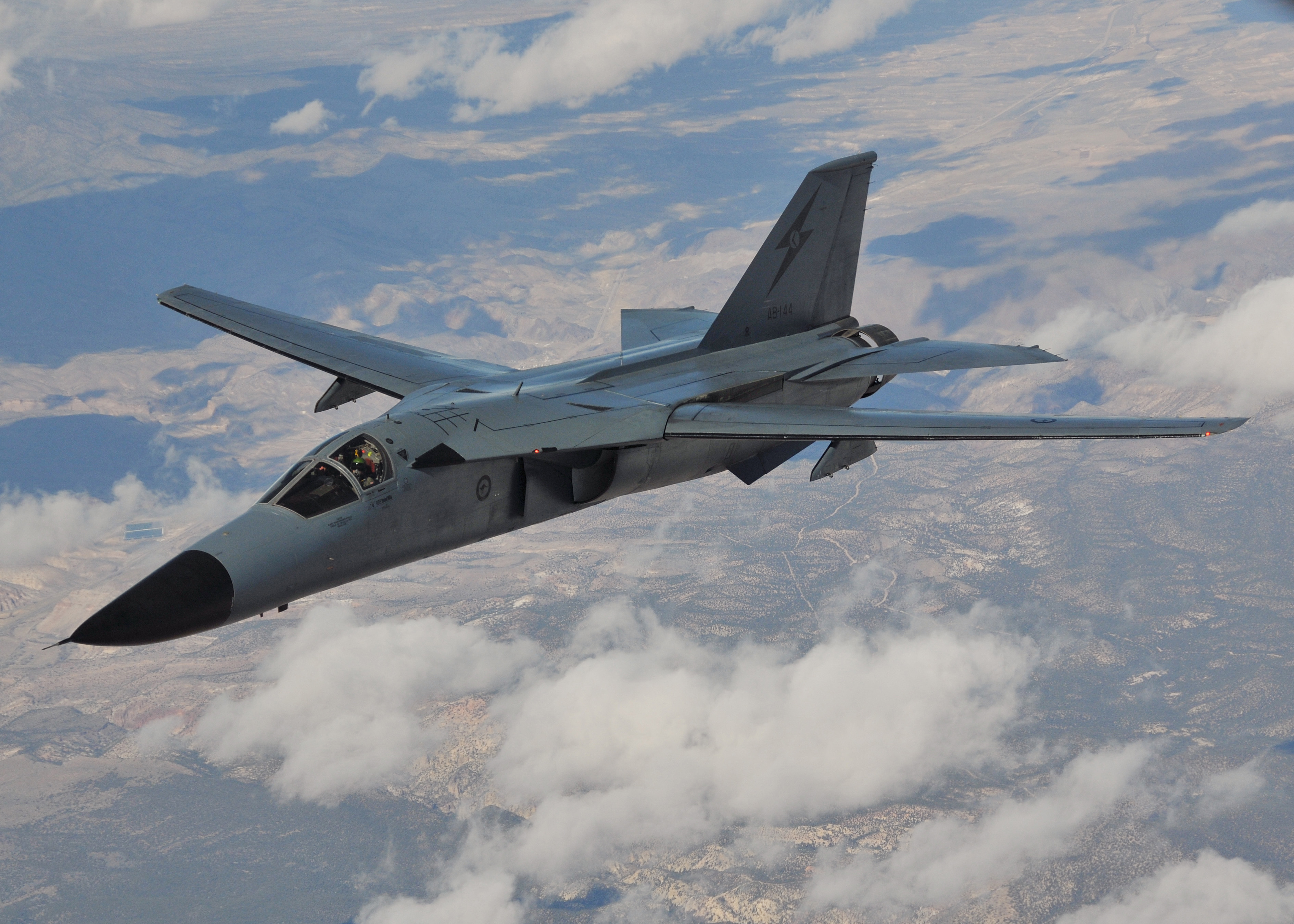

## Лётно-технические характеристики
Источник данных: 

Технические характеристики
- Экипаж: 2 чел.
- Длина: 22,40 м
- Размах крыла:  
  - Максимальная: 21,34 м
  - Минимальная: 10,34 м
- Высота: 5,22 м
- Площадь крыла: 51,10 м²
- Масса пустого: 21398 кг
- Максимальная взлётная масса: 45359 кг
- Масса топлива во внутренних баках: 14738
- Силовая установка: 2 × ТРДДФ Pratt Whitney F30-P-109RA
- Тяга: 2 × 9453 кгс

Лётные характеристики
- Максимальная скорость: 2355 км/ч
- Боевой радиус: 1800 км
- Практическая дальность: 4710 км
- Практический потолок: 18300 м

Вооружение
- Стрелково-пушечное: Одна 20-мм шестиствольная пушка M61 Vulcan с 2028 патронами.
- Боевая нагрузка: 14300 кг на 8 узлах подвески
- Управляемые ракеты: До 12 УР воздух-земля AGM-65 Maverick, до 6 УР воздух-воздух AIM-9L Sidewinder, 2 ПКР AGM-84A Harpoon или ПРЛУР AGM-88 HARM
- Неуправляемые ракеты: блоки неуправляемых 70мм ракет Hydra по 19 ракет и блоки неуправляемых 127мм ракет Zuni по четыре ракеты.
- Бомбы: 907,454,340 и 227 кг бомбы, бомбы с лазерным наведением Paveway, бомбы c оптронным наведением GBU-15[англ.] (в роли фронтового бомбардировщика 24 бомбы Mark 82)